# Vermicelles

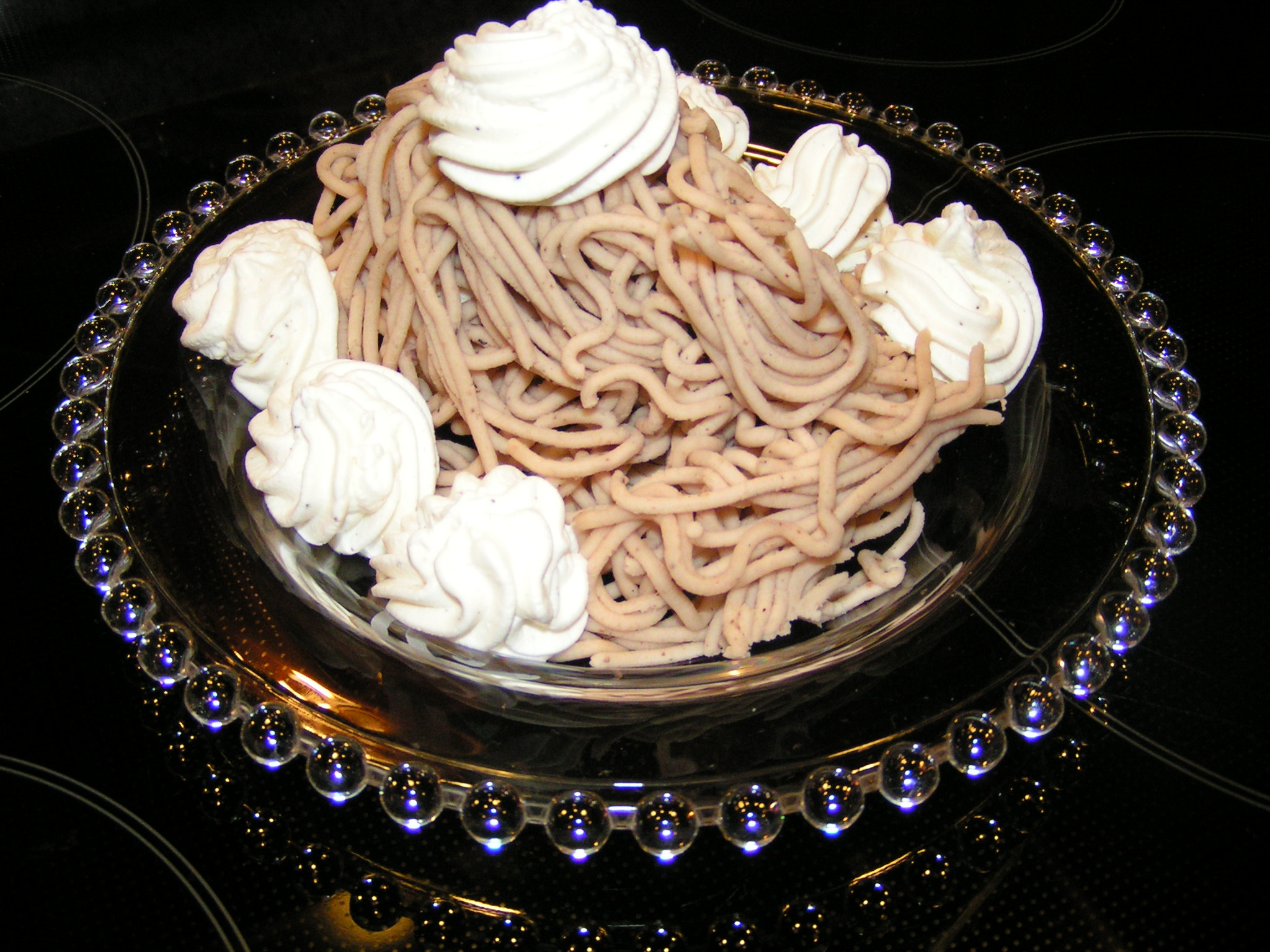
Vermicelle mit Vanilleglace und Schlagrahm

Vermicelle oder Vermicelles ([vɛrmisɛl], von italienisch vermicelli ‚Würmchen‘) ist ein Schweizer Dessert aus Marronipüree.

## Herstellung

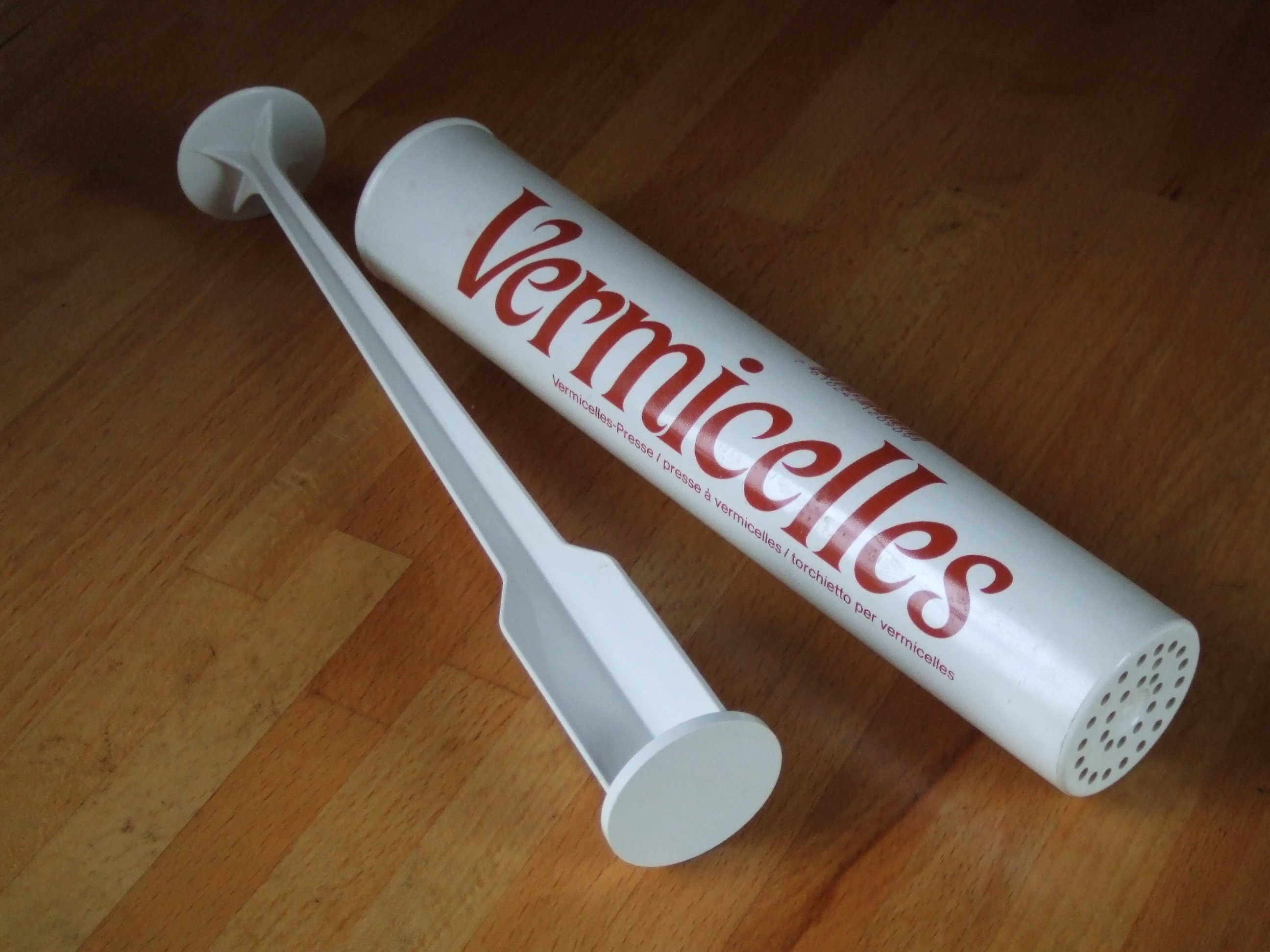
Vermicelle-Presse aus Kunststoff

Das Mus wird aus pürierten in Milch gekochten Marroni (Esskastanien) hergestellt und mit Butter oder Pflanzenöl, Läuterzucker, Kirschwasser und Vanille verfeinert. Für die typische Form wird die Marronimasse mit einer Vermicelle-Presse durch ein Lochblech gepresst, so dass etwa 15 cm lange spaghettiartige «Würmer» entstehen. Gutes Vermicelle ist cremig und schmeckt nach Marroni.

## Serviervarianten
Das Vermicelle wird entweder pur oder auf (auch neben und unter) Schlagrahm und Meringue gegessen. Eine weitere Variante sind Vermicelle-Törtchen. Hier wird das Vermicelle in ein Mürbeteigtörtchen angerichtet und mit Schlagrahm dekoriert. Die Vermicelle-Torte besteht aus einem Mürbteig- oder Blätterteigboden, mit einem hauchdünnen Aufstrich aus Couverture, einem dünnen Bett aus Vanillecreme und einem dicken Belag aus Vermicelle, verziert mit Schlagrahm. Der Coupe Nesselrode besteht aus Vanilleglace, Vermicelle, Schlagrahm und Meringue.

## Herkunft und Verbreitung
Das früheste schriftliche Zeugnis für Vermicelles in der Schweiz stammt aus dem Jahr 1894, als der Walliser Koch Joseph Favre in seinem Dictionnaire universel de cuisine pratique ein Rezept für vermicelles de marrons à la crème veröffentlichte, das dem heutigen weitgehend entspricht. Ältere, aus Frankreich stammende Rezepte, in denen pürierte Kastanien verwendet wurden, wichen davon noch stark ab. Vermicelles sind als Dessert in der Deutschschweiz deutlich bekannter als in der Westschweiz.
Während der Herbstsaison wird Vermicelle in der Deutschschweiz in jedem besseren Café und in vielen Restaurants serviert. In der Konditorei oder im Supermarkt gehört Vermicelle zum Standardangebot. Das Marronipüree wird auch vorgefertigt tiefgefroren in Blöcken oder in Tuben abgefüllt, in Kunststoffcontainern eingeschweisst oder in wurstähnlichen Hüllen im Supermarkt ganzjährig verkauft. In Deutschland hingegen ist Vermicelle praktisch unbekannt. In Österreich kennt man das Gericht unter dem Namen Kastanienreis oder Maronireis.